# Matylda Žofie z Oettingen-Spielbergu
Matylda Žofie z Oettingen-Spielbergu (německy Mathilde Sophie, Prinzessin zu Oettingen-Oettingen und Oettingen-Spielberg; 9. února 1816 Oettingen in Bayern – 20. ledna 1886 Merano) byla rodem oettingenskou princeznou a sňatkem kněžnou z Thurn-Taxisu.

## Život
Narodila se v bavorském Oettingenu jako nejstarší dcera knížete Jana Aloysiuse a jeho manželky Amálie Augusty von Wrede. Ve svém rodném městě se 24. ledna 1839 provdala za ovdovělého knížete Maxmiliána Karla z Thurnu a Taxisu. Maxmilián měl z předchozího manželství tři potomky a Matylda mu porodila dalších dvanáct ptomků:
- 1. Otto (28. 5. 1840 Donaustauf – 6. 7. 1876 Vídeň)[1][2]
⚭ 1867 Marie de Fontelive-Vergne, baronka von Pernstein (11. 10. 1842 Krakov – 6. 9. 1879 Vídeň)[3][2]
- 2. Jiří (11. 6. 1841 Donaustauf – 22. 12. 1874 Štýrský Hradec)[4][2]
⚭ 1870 Anna Frühwirth (18. 7. 1841 Fürstenfeld – 24. 12. 1884 Štýrský Hradec)[5][2]
- 3. Pavel (27. 5. 1843 Řezno – 10. 3. 1879 Cannes)[6][2]
⚭ 1868 Elise Kreuzer (3. 9. 1845 Mannheim – 3. 9. 1936 Huntlosen)[2]
- 4. Amálie (12. 5. 1844 Donaustauf – 12. 2. 1867 Montreux)[2][7]
⚭ 1865 Otto von Rechberg und Rothenlöwen zu Hohenrechberg (23. 8. 1833 Donzdorf – 30. 3. 1918 tamtéž)[8][2]
- 5. Hugo (24. 11. 1845 Řezno – 15. 5. 1873 tamtéž), svobodný a bezdětný[2]
- 6.Gustav (23. 2. 1848 Řezno – 9. 7. 1914 Bregenz)[9][2]
⚭ 1877 Karolína z Thurn-Taxisu (3. 11. 1846 Brescia – 17. 10. 1931 Loučeň)[10]
- 7. Vilém (20. 2. 1849 Řezno – 11. 12. 1849 Donaustauf)[2][11]
- 8. Adolf (26. 5. 1850 Donaustauf – 3. 1. 1890)[2]
⚭ 1875 hraběnka Františka Grimaudová z Orsay (4. 3. 1857 Budapešť – 5. 10. 1919 Sośnicowice)[2][12]
- 9. František (2. 3. 1852 Řezno – 4. 5. 1897 Lucemburk)[13][2]
⚭ 1883 hraběnka Terezie Grimaudová z Orsay (9. 5. 1861 Draßburg – 11. 4. 1947 Řezno)[14][2]
- 10. Mikuláš (2. 8. 1853 Donaustauf – 26. 5. 1874 Mnichov), svobodný a bezdětný[2]
- 11. Alfréd (11. 6. 1856 Donaustauf – 9. 2. 1886 Dillingen), svobodný a bezdětný[2]
- 12. Marie Georgina z Thurn-Taxisu (25. 12. 1857 Řezno – 13. 2. 1909 Mnichov)[15][2]
⚭ 1889 Wilhelm von Waldburg-Zeil (26. 11. 1835 Isny im Allgäu – 20. 7. 1906 Leutkirch im Allgäu)[16]

V roce 1843 se knížecí pár přestěhoval na mohutný hrad Donaustauf, kde se narodila většina jejich dětí. Hrad byl značně poničen rozsáhlým požárem v roce 1880. Kněžna přežila svého muže i sedm ze svých dětí a zemřela 20. ledna 1886 v italském Meranu ve věku 69 let. Byla pohřbena po boku svého manžela v pohřební kryptě v areálu kláštera svatého Jimrama v Řezně.